# 小行星18510
小行星18510（18510 Chasles）是一颗绕太阳运转的小行星，为主小行星带小行星。该小行星于1996年9月16日发现。

## 轨道参数
小行星18510的轨道半长轴为2.6621700 UA，离心率为0.137。